# 安藤萌々
安藤 萌々（あんどう もも、1998年 - ）は、テレビ朝日のアナウンサー、防災士。

## 来歴
東京都出身。成蹊小学校、成蹊中学校・高等学校、成蹊大学法学部政治学科卒業。
大学時代にテレビ朝日アスクに通い、BS朝日の『News Access』で学生キャスターとして出演した経験がある。
2020年4月1日にテレビ朝日入社。同日より『グッド!モーニング』のスポーツコーナーや交通情報を担当した。
2021年3月29日より『報道ステーション』のスポーツコーナー（月 - 木）のキャスターを担当。
2023年4月からは、同期・渡辺の後任として『報道ステーション』のメインキャスター（月 - 木）を担当。

## 人物・エピソード
- 中学時代は水泳部、高校時代は水球部のマネージャー、大学時代はゴルフ部の主将を務めた。ゴルフのベストスコアは78[3]。
- 趣味はゴルフ、水球観戦、カラオケ[1]。
- 好きな言葉は「反省はしても、後悔はしない」[1]。
- 運動会の思い出について、「競技も応援も本気！（本気すぎてドッヂボールで3回骨折しました）」とテレビ朝日の公式Instagramアカウントでコメントした[10]。
- 2023年夏に防災士の資格を取得した[4]。

## 出演番組
報道・情報番組
| 期間          | 期間      | 番組名               | 役職                        | 備考 |
| ------------- | --------- | -------------------- | --------------------------- | --- |
| 2020年4月     | 2021年3月 | グッド!モーニング    | ニュース担当                | 同局入社初日から出演、但し翌週4月8日以降、新型コロナウイルス感染症対策による2班体制に伴い、担当曜日を木・金曜日に縮小して出演し、同年6月26日までは同じく木・金曜日の臨時でのスポーツコーナーを担当 |
| 2020年11月1日 | 2022年6月 | サンデーステーション | スポーツ担当                | |
| 2021年4月     | 2023年3月 | 報道ステーション     | スポーツキャスター          | 2022年6月までは、月 - 木曜日スポーツキャスターとして担当 |
| 2023年4月     | 現在      | 報道ステーション     | 月 - 木曜日メインキャスター | |

ゲスト出演・特別番組・その他
- 妖怪シェアハウス 最終怪（2020年9月19日） ‐ 安藤萌々（本人役）[13]
- 明るい離婚式（2021年1月16日） - 進行[14]
- 発進!ミライクリエイター（2021年1月16日[15]、2021年7月17日[16]） - 進行
- 2022年北京オリンピック（2022年） - スタジオ進行[17]